# Valeriya Volovlikova
Valeriya Volovlikova (7 de octubre de 2002) es una deportista de Rusia que compite en atletismo. Ganó una medalla de plata en el Campeonato Europeo de Atletismo Sub-20 de 2021, en la prueba de triple salto.